# Lijst van nummer 1-hits in Portugal in 2013
Deze hits stonden in 2013 op nummer 1 in de Portugal Top 20, de bekendste hitlijst in Portugal.
| Datum        | Artiest                       | Titel                 |
| ------------ | ----------------------------- | --------------------- |
| 6 januari    | Bruno Mars                    | Locked out of heaven  |
| 13 januari   | Rihanna                       | Diamonds              |
| 20 januari   | Rihanna                       | Diamonds              |
| 27 januari   | Rihanna                       | Diamonds              |
| 3 februari   | Rihanna                       | Diamonds              |
| 10 februari  | Rihanna                       | Diamonds              |
| 17 februari  | Rihanna                       | Diamonds              |
| 24 februari  | Rihanna                       | Diamonds              |
| 3 maart      | The Lumineers                 | Ho hey                |
| 10 maart     | The Lumineers                 | Ho hey                |
| 17 maart     | The Lumineers                 | Ho hey                |
| 24 maart     | Imagine Dragons               | On top of the world   |
| 31 maart     | Rihanna & Mikky Ekko          | Stay                  |
| 7 april      | Imagine Dragons               | On top of the world   |
| 14 april     | Imagine Dragons               | On top of the world   |
| 21 april     | Imagine Dragons               | On top of the world   |
| 28 april     | Robin Thicke, T.I. & Pharrell | Blurred lines         |
| 5 mei        | Daft Punk & Pharrell Williams | Get lucky             |
| 12 mei       | P!nk & Nate Ruess             | Just give me a reason |
| 19 mei       | P!nk & Nate Ruess             | Just give me a reason |
| 26 mei       | Daft Punk & Pharrell Williams | Get lucky             |
| 2 juni       | Daft Punk & Pharrell Williams | Get lucky             |
| 9 juni       | Daft Punk & Pharrell Williams | Get lucky             |
| 16 juni      | Daft Punk & Pharrell Williams | Get lucky             |
| 23 juni      | Daft Punk & Pharrell Williams | Get lucky             |
| 30 juni      | Daft Punk & Pharrell Williams | Get lucky             |
| 7 juli       | Daft Punk & Pharrell Williams | Get lucky             |
| 14 juli      | Daft Punk & Pharrell Williams | Get lucky             |
| 21 juli      | Daft Punk & Pharrell Williams | Get lucky             |
| 28 juli      | Daft Punk & Pharrell Williams | Get lucky             |
| 4 augustus   | Robin Thicke, T.I. & Pharrell | Blurred lines         |
| 11 augustus  | Daft Punk & Pharrell Williams | Get lucky             |
| 18 augustus  | Daft Punk & Pharrell Williams | Get lucky             |
| 25 augustus  | Daft Punk & Pharrell Williams | Get lucky             |
| 1 september  | Daft Punk & Pharrell Williams | Get lucky             |
| 8 september  | Avicii                        | Wake me up            |
| 15 september | Avicii                        | Wake me up            |
| 22 september | Avicii                        | Wake me up            |
| 29 september | Avicii                        | Wake me up            |
| 6 oktober    | Avicii                        | Wake me up            |
| 13 oktober   | Avicii                        | Wake me up            |
| 20 oktober   | James Arthur                  | Impossible            |
| 27 oktober   | James Arthur                  | Impossible            |
| 3 november   | Avicii                        | Wake me up            |
| 9 november   | Miley Cyrus                   | Wrecking ball         |
| 16 november  | John Legend                   | All of me             |
| 23 november  | John Legend                   | All of me             |
| 30 november  | John Legend                   | All of me             |
| 7 december   | John Legend                   | All of me             |
| 14 december  | John Legend                   | All of me             |
| 21 december  | John Legend                   | All of me             |
| 28 december  | John Legend                   | All of me             |